# 성규안
성규안(成奎安, 1955년 2월 1일~2009년 8월 24일)은 영국령 홍콩의 배우, 정치인이다.